# Good Time Music (Community Music, Vol. 2)
Good Time Music (Community Music, Vol. 2) ist ein Jazzalbum von Steven Bernstein’s Millennial Territory Orchestra Featuring Catherine Russell. Die 2020 im Studio Brooklyn Recording, New York City, entstandenen Aufnahmen erschienen im Januar 2022 auf dem Label Royal Potato Family. Das Album ist der zweite Teil der aus vier Alben bestehenden Reihe namens Community Music von Bernsteins Millennial Territory Orchestra.

## Hintergrund
Bernstein entschied um 2019, dass es an der Zeit war, sein eigenes Vermächtnis zu dokumentieren. Der Komponist, Arrangeur, Bandleader und Trompeter erhielt ein Stipendium der Shifting Foundation, was ihm ermöglichte, viele seiner bislang nicht aufgenommenen und nicht gespielten Arrangements aufzunehmen. Im Januar 2020 versammelte er die Musiker – hauptsächlich das MTO mit einigen Ergänzungen –, probte und nahm in vier Tagen Material für vier Alben auf. Die Idee zu Good Time Music begann, als ein Promoter aus Portugal bei Bernstein anfragte, ob Henry Butler and the Hot 9 dort spielen möchte. Butler konnte die Auftritte nicht zusagen, doch Bernstein schlug ihm stattdessen die Sängerin Catherine Russell vor, mit der er zuvor zusammengearbeitet und die 2009 mit Bernsteins Band Sexmob das Lied „Poli High“ von Harry Nilsson aufgenommen hatte. Bernstein baute eine Reihe von Arrangements um sie herum auf, sie spielten die Show und es wurde ein Erfolg.
Die Songs auf dem darauf folgendem Album wurden von Steven Bernstein arrangiert und die meisten von ihnen wurden von Einwohnern von New Orleans geschrieben: Percy Mayfield („River's Invitation“), Earl King („Come On (and Let the Good Time Roll)“), Allen Toussaint („Yes We Can“) und Professor Longhair („Baby Let Me Hold Your Hand“). Der Bandleader hat einen langjährigen Bezug zu der Musik aus New Orleans; er hat nicht nur intensiv mit Henry Butler, sondern auch mit Allen Toussaint und Dr. John zusammengearbeitet; ursprünglich erhielt er Trompetenunterricht im Stil von Louis Armstrong. Dieser wiederum ist eine Verbindung zu Catherine Russell: Ihr Vater Luis Russell war Louis Armstrongs musikalischer Leiter in den 1930er- und frühen 40er-Jahren. Er spielte auch mit einem anderen New Orleans Jazz-Musiker, dem Trompeter King Oliver. Zuvor waren Catherine Russell und Bernstein bei einer von Levon Helms Midnight Ramble-Shows aufgetreten; Bernstein spielte und arrangierte anschließend Bläser auf ihrem Album Sentimental Streak.
Bernstein kennt die neun Mitglieder seines Ensembles zum Teil seit Jahrzehnten, darunter den Pianisten Arturo O’Farrill, den Schlagzeuger Ben Perowsky und den Saxophonisten Peter Apfelbaum; weitere Spieler sind der Geiger Charles Burnham, ein Mitglied der Levon Helm Band, der Baritonsaxophonist Erik Lawrence, der Gitarrist Matt Munisteri, der Bassist Ben Allison, der Posaunist Curtis Fowlkes und der Tenorsaxophonist/Klarinettist Doug Wieselman.

## Titelliste
- Steven Bernstein’s Millennial Territory Orchestra Featuring Catherine Russell: Good Time Music (Community Music, Vol. 2) (Royal Potato Family)[2]

1. Rivers Invitation (Percy Mayfield) 6:41
2. Yes We Can (Allen Toussaint) 6:29
3. [You've Been a] Good Old Wagon (Bessie Smith, Stuart Balcom) 6:09
4. Careless Love (traditional) 6:34
5. Come On (Earl King) 05:05
6. Baby Let Me Hold Your Hand (Henry Roeland Byrd) 5:33

## Rezeption
Will Layman (Pop Matters) zählte Good Time Music zu den besten Alben des Jahres; dies sei zweifellos die „altmodischste“ Aufnahme auf der Bestenliste. Dennoch gehöre es dazu, denn Steven Bernsteins langjähriges Ensemble war schon immer ein postmodernes Experiment: Nehmen Sie das Format einer „Territory“-Band der 1930er Jahre und wagen Sie es zum Beispiel, Funk von Sly Stone zu spielen. Die Darbietungen dieser Bigband seien weder „Jazz“, wie man sie heute unter diesem Genre verstehen würde, noch idiomatisch „Blues“, bei dem die elektrische oder akustische Gitarre 12-Takt-Klassiker umrahme. Die kraftvolle, Groove-orientierte Musik sei sowohl geschichts- als auch gefühlsgetränkt, das Jazz-Arrangement mit leichtem Big-Band-Touch sei so angelegt, dass es weniger nach Count Basie, sondern eher nach der E Street Band oder den Tedeschi-Trucks klinge, das heißt, wie eine Rockband, die sich immer noch um gefühlvolle Showmanier kümmere.

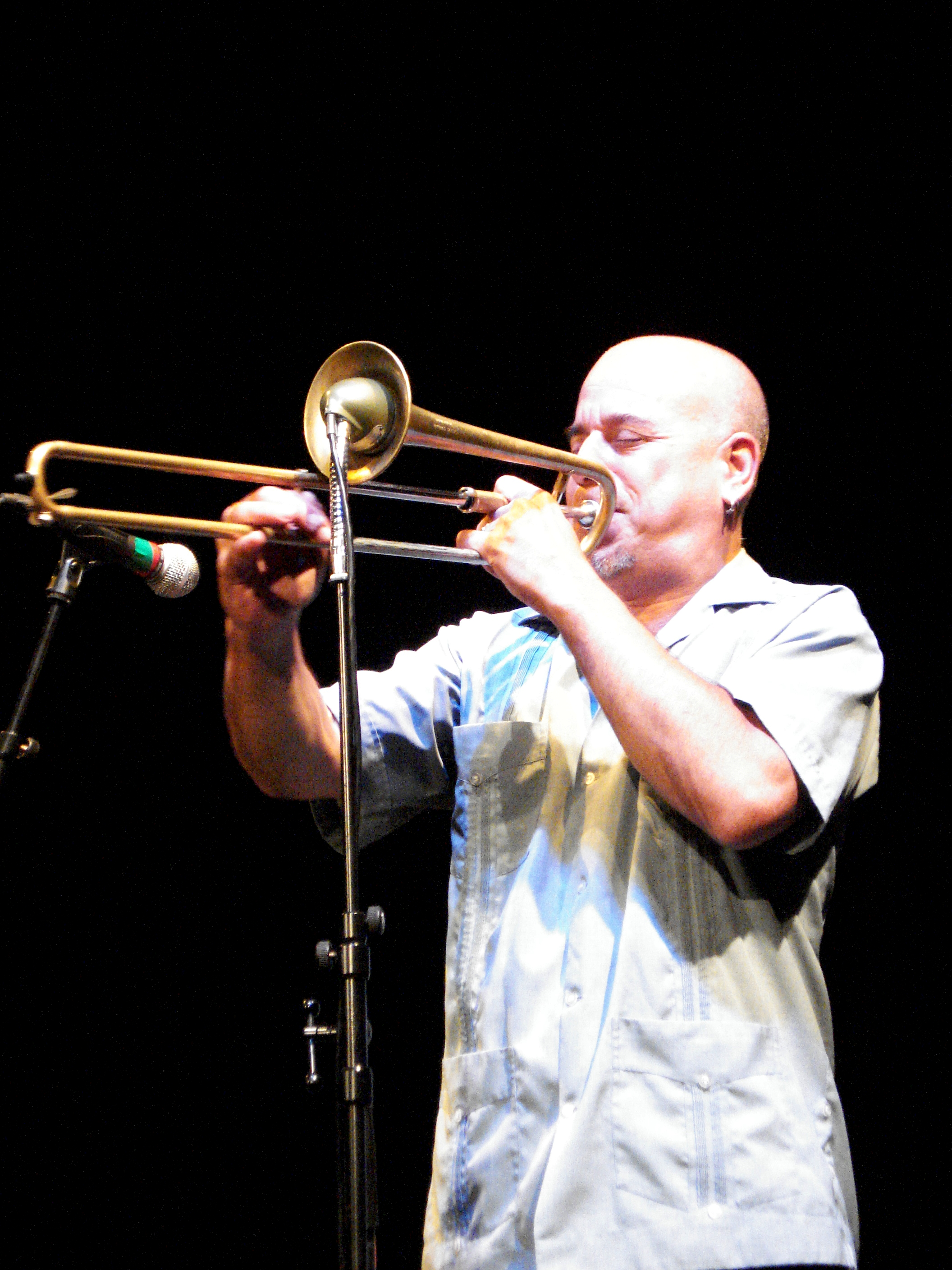
Steven Bernstein in Saalfelden 2009

Steven Bernstein hat in Umgebungen wie seinem Avant-beeinflussten Sex Mob, der Filmmusik für Kansas City und der Arbeit für eine lange Liste von Jazz-, Rock-, Pop- und R&B-Größen geglänzt, meinte Philip Booth in JazzTimes. Daher sei es kühn gewesen, aber nicht völlig unerwartet, als der vielseitig denkende Trompeter, Arrangeur und Komponist sein Millennial Territory Orchestra zusammenstellte. Bernstein hat gesagt, dass Good Time Music, die treffend betitelte zweite dieser Veröffentlichungen, musikalische Lehren aus seiner Zusammenarbeit mit Levon Helm und Larry Campbell in Kombination mit Duke Ellington und dem Art Ensemble of Chicago widerspiegelt. In der Tat filtern all diese Einflüsse durch dieses halbe Dutzend oft rauer Tracks, die das ausgelassene, gefühlvolle Schmettern von Catherine Russell enthalten.
Jim Hymes (Glide) schrieb, Fans von Russells Solowerk wüssten genau, dass diese alten Bluesmelodien [wie etwa Bessie Smith’ „Good Ol‘ Wagon“ und „Careless Love“] das Herzstück ihres Repertoires sind und eine einzigartige Art der Phrasierung erfordern, die nur wenige Sänger beherrschen können. Die letzten beiden Melodien würden die Hörer in die Blütezeit von New Orleans in den 1960er-Jahren versetzen, mit Earl Kings „Come On“, den meisten besser bekannt als „Baby, Let the Good Times Roll“, und Professor Longhairs „Baby Let Me Hold Your Hand“. ” Wo man es gewohnt sei, Gitarre oder Klavier zu hören, spielen die Bläser all diese Parts. Das sei die Essenz dieser Session – eine Party, die von einigen der besten Bläser New Yorks abgeliefert und von der unvergleichlichen Catherine Russell gesungen werde.
Dieses Album habe seine Wurzeln in ganz Amerika, schrieb Gary Whitehouse (A Green Man Review). Von Levon Helms’ Midnight Rambles in Woodstock, New York, über die Straßen und Clubs von New Orleans, bis hin zu R&B, Blues und Jazz von Ray Charles und natürlich der Big Apple Jazz-Community, es ist alles dabei. Auch wenn es nicht so heißen würde, würde man es sogleich als „Good Time Music“ erkennen. Wie bei den meisten Projekten von Bernstein sei New Orleans das stärkste Element, doch eigentlich sei hier Catherine Russells erstaunliche Stimme das stärkste Element.